# John Anderson (homme politique, 1882-1958)
Pour les articles homonymes, voir John Anderson.
John Anderson, 1er vicomte Waverley, né le 8 juillet 1882 et mort le 4 janvier 1958, est un fonctionnaire et homme politique britannique. Il a étudié les mathématiques et la géologie à l' université d'Édimbourg et la chimie à l'université de Leipzig où il a écrit une thèse sur la chimie de l'uranium. Il est principalement connu pour sa participation aux gouvernements de Neville Chamberlain et Winston Churchill pendant la Seconde Guerre mondiale, où il occupe successivement les fonctions de secrétaire d'État à l'Intérieur, lord président du Conseil et de chancelier de l'Échiquier.
 (novembre 2024).
Le contenu est difficilement compréhensible vu les erreurs de traduction, qui sont peut-être dues à l'utilisation d'un logiciel de traduction automatique.

## Les débuts de la vie
John Anderson naît le 8 juillet 1882 au domicile de ses parents, 1 Livingstone Place, à Édimbourg. Il est l'aîné des enfants de David Alexander Pearson Anderson, imprimeur et papetier, et de son épouse Janet Kilgour, née Briglmen. Il a trois frères et sœurs plus jeunes : un frère, Charles, qui meurt d'une méningite en bas âge, et les sœurs Catherine (Katie) et Janet (Nettie). La famille s'installe à Braid Hills en mai 1890. Il fréquente le George Watson's College à Édimbourg, où il est dux de l'école et obtient des prix pour les langues anglo-saxonnes, le vieil anglais et les langues modernes.
En octobre 1899, Anderson passe l'examen d'entrée à l'université d'Édimbourg, qui détermine l'ordre de mérite pour l'obtention de bourses d'études. Il est classé onzième et reçoit une bourse de 100 livres sterling (l'équivalent de 12 000 livres sterling en 2021). En première année, il est classé premier de sa classe en mathématiques et en philosophie naturelle. En novembre 1900, la famille déménage à Eskbank. Le précédent propriétaire de leur nouvelle maison était un astronome amateur et Anderson occupe une chambre avec un grand télescope.
Un voisin, Andrew Mackenzie, a cinq filles et Anderson devient le petit ami de l'une d'entre elles, Christina (Chrissie) Mackenzie. En 1902, il fait un tour de France et de Suisse à bicyclette, au cours duquel il écrit fréquemment à Chrissie. L'année suivante, il obtient son diplôme avec mention en mathématiques, physique et chimie (Bachelor of Science) et avec mention en mathématiques et philosophie naturelle (Master of Arts) .

## Distinctions
- Ordre du Bain